# Lacajunte
Lacajunte település Franciaországban, Landes megyében. Lakosainak száma 148 fő (2022. január 1.). Lacajunte Arboucave, Philondenx, Pimbo, Puyol-Cazalet és Malaussanne községekkel határos.

## Népesség
A település népességének változása:
| Lakosok száma | 196  | 152  | 160  | 132  | 147  | 153  | 153  | 157  | 156  | 148  |
|               | 1968 | 1982 | 1990 | 2006 | 2013 | 2015 | 2017 | 2019 | 2020 | 2022 |